# Bias Frame
Molto simile al dark frame, il bias frame è un'immagine ottenuta da un sensore ottico di tipo CCD (Charge Coupled Device) o CMOS per un tempo di esposizione nullo e a otturatore chiuso. L'immagine così ottenuta conterrà quindi soltanto la parte di rumore dovuta all'elettronica e non quella dovuta all'autoirraggiamento termico del sensore.
Visto che all'interno di un dark frame il rumore è costituito da una parte fissa, che è appunto il bias frame, e da una dipendente dall'autoirraggiamento termico direttamente proporzionale al tempo di esposizione, sottraendo da un dark frame un bias frame è possibile ottenere un'immagine che contenga la sola informazione del rumore termico. Quest'immagine, se moltiplicata per un opportuno fattore dipendente dal tempo di esposizione e risommata al bias permette di ottenere un dark frame artificiale.
Anche se meno preciso rispetto a un vero dark frame fatto di volta in volta, questo sistema può velocizzare le operazioni di ripresa riducendo drasticamente i tempi necessari per l'ottenimento dei dark frames.